# Tetraplodon itatiaiae
Tetraplodon itatiaiae är en bladmossart som beskrevs av C. Müller 1898. Tetraplodon itatiaiae ingår i släktet lämmelmossor, och familjen Splachnaceae. Inga underarter finns listade i Catalogue of Life.